# 建宁郡
建宁郡，中国魏晋南北朝时设置的郡。
- 建宁郡即益州郡，三国蜀汉建兴三年（225年）改益州郡置建宁郡，庲降都督治建宁郡。治所在味县（今云南省曲靖市西北十五里三岔）。蜀汉时建宁郡下辖18县。辖境约当今云南省南盘江流域以西，四川省会理市、会东县两县金沙江以南，云南省双柏县、哀牢山以东和新平县、华宁县两县以北地区，属益州。西晋属宁州，辖17县：味、昆泽、存䣖、新定、谈槁、母单、同濑、漏江、牧麻、谷昌、连然、秦臧、双柏、俞元、修云、冷丘、滇池。38000户。东晋时，辖境仅当今云南寻甸县、宜良县、弥勒县等以东地区。南齐移治同乐县（今云南陆良县西），南梁大宝之后废建宁郡。
- 南朝宋初侨置建宁郡，又名建宁左郡。治建宁县（今湖北麻城市西南）。属郢州。大明八年（464年）降为县。南齐升为建宁郡。北周属南定州，隋文帝开皇三年（583年）废建宁郡。
- 南朝齐设立建宁郡，属于梁州。荒或无民户。